# L.R. Vicenza
L.R. Vicenza – włoski klub piłkarski z miasta Vicenza, grający w Serie C. Klub ten jest zdobywcą Coppa Italia za sezon 1996/97, kiedy to w finale Biancorossi pokonali SSC Napoli. Vicenza doszła do półfinału Pucharu Zdobywców Pucharów, ulegając ostatecznie w dwumeczu Chelsea F.C. Od tego czasu rozpoczęła się degrengolada Vicenzy. Od kilku lat klub bronił się przed spadkiem do Serie C, jednak wraz z przyjściem nowego trenera – Angelo Gregucciego, Vicenza zanotowała znaczny postęp.

## Historia
Chronologia nazw:
- 1902: Associazione Del Calcio In Vicenza
- 1908: Associazione Del Calcio Di Vicenza – po fuzji z Olympia Vicenza
- 1928: Associazione Calcio Vicenza – po fuzji z Circolo Cotonificio Rossi Vicenza
- 1932: Associazione Fascista Calcio Vicenza
- 1945: Associazione Calcio Vicenza
- 1953: Associazione Calcio Lanerossi Vicenza
- 1967: Società Sportiva Lanerossi Vicenza
- 1990: Vicenza Calcio
- 2018: klub rozwiązano
- 2018: L.R. Vicenza Virtus
- 2021: L.R. Vicenza

Klub piłkarski Associazione Del Calcio In Vicenza został założony w miejscowości Vicenza 9 marca 1902 roku. 4 grudnia 1908 klub wchłania Olympię, kolejny klub z Vicenza, i od tego włączenia nazwa zmienia się na Associazione Del Calcio Di Vicenza.
18 stycznia 2018 Vicenza Calcio S.p.A. ogłasza upadłość i kończy sezon w tymczasowej funkcjonalności. 31 maja 2018 Bassano S.p.A. di Bassano del Grappa, która na aukcji likwidacyjnej przejmuje majątek starej spółki, zmienia jej nazwę na L.R. Vicenza Virtus S. p. A. oraz przenosi siedzibę do Vicenza.
11 lutego 2021 klub skrócił nazwę do L.R. Vicenza.

## Osiągnięcia
Vicenza to klub o bogatych tradycjach, sięgających początku XX wieku. Piłkarze ze Stadio Romeo Menti dwukrotnie zdobywali wicemistrzostwo Włoch oraz raz Coppa Italia. Dwukrotnie zawodnik Vicenzy zostawał królem strzelców Serie A. Byli to Luis Vinicio w sezonie 1965/66 oraz Paolo Rossi w sezonie 1977/78.

## SprawaJulio Valentína Gonzáleza
W grudniu 2005 dwaj piłkarze Vicenzy – Julio Valentín González oraz Gerardo Ruben Grighini – brali udział w wypadku samochodowym, w wyniku którego Grighini doznał złamania nogi, a Julio Valentín González ucierpiał na tyle, iż musiała mu zostać amputowana lewa ręka. Julio Valentín González mimo tej tragedii cały czas chce wrócić do uprawiania sportu i liczy na zgodę lekarzy oraz władz związkowych, by móc występować z protezą. Klub, solidaryzując się z piłkarzem, przedłużył z nim kontrakt.

## Europejskie puchary
Legenda do wszystkich tabel:
- Q – runda eliminacyjna, 1/16, 1/8, 1/4, 1/2 – odpowiednia faza rozgrywek, Grupa – runda grupowa, 1r gr – pierwsza runda grupowa, 2r gr – druga runda grupowa, F – finał, R – runda, PO – play-off
- k. – rzuty karne, los. – losowanie, Dogr. – dogrywka, w. – zasada bramek strzelonych na wyjeździe

| Sezon   | Rozgrywki                 | Runda | Przeciwnik       | Dom | Wyjazd | Ogólnie |
| ------- | ------------------------- | ----- | ---------------- | --- | ------ | ------- |
| 1978/79 | Puchar UEFA               | 1R    | Dukla Praga      | 1–1 | 0–1    | 1–2     |
| 1997/98 | Puchar Zdobywców Pucharów | 1R    | Legia Warszawa   | 2–0 | 1–1    | 3–1     |
| 1997/98 | Puchar Zdobywców Pucharów | 1/8   | Szachtar Donieck | 2–1 | 3–1    | 5–2     |
| 1997/98 | Puchar Zdobywców Pucharów | 1/4   | Roda JC          | 5–0 | 4–1    | 9–1     |
| 1997/98 | Puchar Zdobywców Pucharów | 1/2   | Chelsea          | 1–0 | 1–3    | 2–3     |